# Axel Adlersparre (1763–1838)
Axel Adlersparre, född den 29 juni 1763, död den 16 september 1838 på Näldön i Jämtland, var en svensk militär och ämbetsman.

## Biografi
Axel Adlersparre var son till överstelöjtnant Kristoffer Adlersparre och Ebba Sofia Planting-Bergloo, bror till Georg Adlersparre. Han var sedan gift 1806 med Carolina Ottiliana von Arbin. 
Efter slutade studier i Uppsala ingick han 1778 vid Livregementet till häst. Sedan han med utmärkelse deltagit i finska kriget utnämndes han till ryttmästare, men erhöll på begäran avsked 1796. 
Han har egentligen blivit bekant genom sitt uppträdande på riksdagen i Norrköping år 1800, där han, jämte flera av ståndet, i ridderskapet och adelns plenum den 29 maj sade sig inte längre vilja vara medlem av riddarhuset.
Han förklarades då genom kung Gustav IV Adolfs brev till riddarhusdirektionen den 14 augusti samma år för all framtid förlustig sin riksdagsmannarätt och ställdes jämte ett par andra under tilltal för förgripliga utlåtelser mot lantmarskalken. Det hela avlöpte med några obetydliga böter för de anklagade. 
Några år därefter arrenderade Adlersparre Borgholms kungsgård och Ottenby kungsgård på Öland, anlade 1805 öns alunbruk och verkade mycket för åkerbrukets förbättring. Adlersparre var ordförande i skogsordningskommittén för Öland 1814. 
1819–1821 var Adlersparre vice landshövding över Ölands län. Han verkade 1833–34 som vice landshövding i Jämtlands län. Adlersparre var från 1812 ledamot av Lantbruksakademien och från 1821 av Vetenskapsakademien.

## Utmärkelser
- Riddare av Nordstjärneorden,  23 november 1818[2]

[Redigera Wikidata]